# Alain LeRoy Locke
Alain LeRoy Locke (Filadélfia, 13 de setembro de 1885 – Nova Iorque, 9 de junho de 1954) foi um professor, filósofo e escritor norte-americano. Patrono das artes e educador, foi o primeiro negro a receber a Rhodes Scholarship, um prêmio internacional de pós-graduação para estudantes da Universidade Oxford. 
É considerado o pai do Renascimento do Harlem.

## Biografia
Alain nasceu na Filadélfia, em 1885, ainda que em algumas fontes ele cite que foi em 1886. Era filho de Pliny Ishmael Locke (1850–1892) e Mary Hawkins Locke (1853–1922), ambos vindos de famílias de negros libertos. Era o único filho do casal. Seu pai foi o primeiro negro a trabalhar no Correio dos Estados Unidos e seu bisavô, foi professor no Philadelphia's Institute for Colored Youth. Uma de suas bisavós por parte de mãe foi uma heroína da Guerra Anglo-Americana de 1812.
Sua mãe era professora e instigou o interesse pela literatura e pela educação no filho. Em 1902, Alain se formou no ensino médio como o segundo melhor aluno da turma. Ele também estudou na Philadelphia School of Pedagogy.

## Faculdade
Em 1907, Alain se formou em Harvard em inglês e filosofia. Foi o primeiro negro selecionado a receber a bolsa de estudos Rhodes, da Universidade Oxford (e o único até 1960). Na época, os julgadores não conheciam os candidatos ao vivo, mas acredita-se que pelo menos um deles era negro.
Ao chegar a Oxford, sua matrícula foi negada e sua entrada no campus foi negada por vários colegas e vários bolsistas vindos do sul dos Estados Unidos se negaram a conviver com ele no mesmo prédio ou até mesmo a ir nos mesmos eventos. Ele enfim foi admitido no Hertford College, onde estudou literatura, filosofia, grego e latim entre 1907 e 1910.
Em 1910, ele estudou filosofia na Universidade Humboldt de Berlim.

## Carreira
Alain tornou-se professor assistente da Universidade Howard em 1912. Retornou a Harvard para trabalhar em sua tese de doutorado, The Problem of Classification in the Theory of Value, em 1916, onde discute as causas de opiniões e preconceitos sociais, e que eles não são objetivamente falsos ou verdadeiros, portanto não são universais. Seu título de doutor em filosofia saiu em 1918.
De volta à Universidade Howard, ele foi nomeado para a cadeira de filosofia da instituição. Neste período, lecionou as primeiras aulas sobre relações raciais, levando à sua demissão em 1925. Foi readmitido em 1928, onde ficou até sua aposentadoria. O Locke Hall, no campus da universidade, foi nomeado em sua homenagem.
Alain promoveu o trabalho de artistas, músicos e escritores negros, encorajando-os a olhar para a África e buscá-la como inspiração em seus trabalhos. Também os encorajou a adotar temas afro-americanos, e a basear-se em suas próprias histórias, usando-as como inspiração.

## Morte
Depois de se aposentar na Universidade Howard em 1953, Alain se mudou para a cidade de Nova Iorque. Sofrendo de doença cardíaca, e depois de estar internado por seis semanas, ele morreu no Hospital Mount Sinai, em 9 de junho de 1954, aos 68 anos.

## Obras selecionadas
- The New Negro: An Interpretation. New York: Albert and Charles Boni, 1925.
- Harlem: Mecca of the New Negro. Survey Graphic 6.6 (1 March 1925).

## Literatura
- Leonard Harris und Charles Molesworth (2008). Alain L. Locke: The Biography of a Philosopher. [S.l.]: The University of Chicago Press